# Mars 1997

## Événements
- 9 mars :
  - Formule 1 : Grand Prix automobile d'Australie.
  - Meurtre du rappeur The Notorious B.I.G..
- 13 mars : Massacre de l'Ile de la Paix en Jordanie faisant 7 victimes
- 22 mars : passage de la Comète Hale-Bopp au plus près de la terre.
- 28 mars : l'ONU autorise l'envoi d'une force multinationale en Albanie.
- 30 mars :
  - Formule 1 : Grand Prix automobile du Brésil.
  - Massacre de Sanaa, tuerie en milieu scolaire au Yémen.
- 31 mars : début des négociations en vue de l'adhésion de nouveaux pays à l'UE : Chypre, Estonie, Hongrie, Pologne, Slovénie, République tchèque

## Naissances
- 2 mars : Becky G, chanteuse et actrice latino-américaine.
- 7 mars : 
  - Mathilde Clément, samboïste française.
  - Thomas Hayes, acteur norvégien.
- 21 mars : Martina Stoessel, actrice et chanteuse argentine.
- 23 mars : Stephanie Grauer, rameuse canadienne.
- 30 mars : Cha Eun-Woo, idole de K-POP (il fait partie du groupe ASTRO).

## Décès
The Notorious B.I.G., rappeur américain également surnommé Biggie Smalls, de son vrai nom Christopher George Latore Wallace né le 21 mai 1972 à New York et mort assassiné le 9 mars 1997 à Los Angeles.